# Jimmy Dorsey

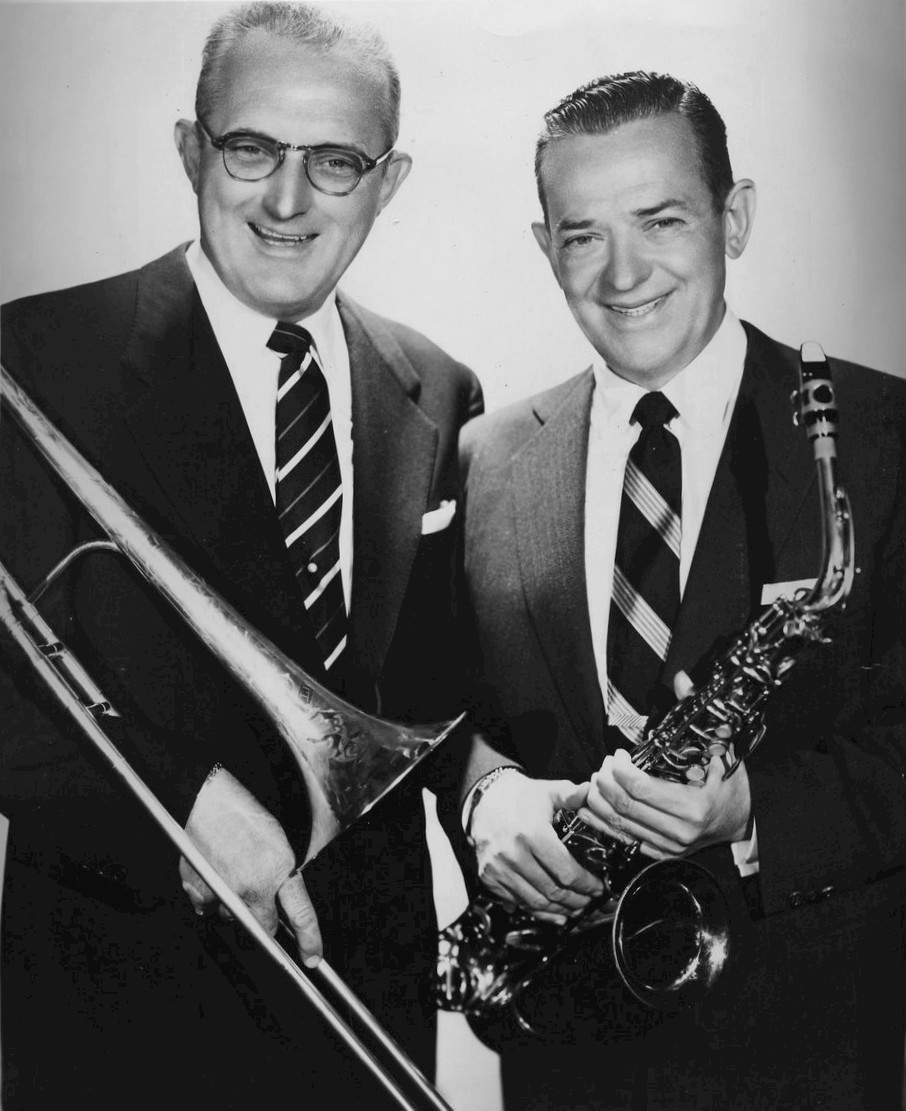
Tommy és Jimmy Dorsey, 1955-ben

Jimmy Dorsey, (Shenandoah, 1904. február 29. – New York, 1957. június 12.), amerikai dzsesszzenész: klarinétos, szaxofonos, big band vezető, zeneszerző. Tommy Dorsey a testvére volt.

## Pályafutása
Az idősebb Dorsey testvér, Jimmy − csodagyerek volt. Hétéves korában indult el zenei karrierje. Apja fúvós zenekarában trombitált és kornetten játszott.
Apja munkásember volt, aki gyermekeit szorgalmas zenetanulásra késztette. Jimmy 17 éves korában Jimmy már Bix Beiderbecke-vel és Frankie Trumbauerrel játszott Jean Goldkette együttesében. Az 1920-as években a Goldkette Orchestra felbomlott. Ekkor csatlakoztak Paul Whiteman zenekarához. Aztán szabadúszó lett és Red Nicholsszal játszott. 1933-ban Jimmy és az öccse megalakította a híressé vált Dorsey Brothers Orchestra-t, amelyben Ray McKinley dobos, Glenn Miller harsonás és Bob Crosby énekes is szerepelt.
1935-re a két testvér közötti viszálykodás a zenekar felbomlásához vezetett. Jimmy új zenekart alapított, amely üzleti sikert hozott Helen O’Connell és Bob Eberly népszerű énekesesekkel. 1953-ban Jimmy és Tommy újra együtt voltak, immár egészen Tommy 1956-os haláláig.
Jimmy addig vezette a zenekart, amíg rossz egészségi állapota arra nem kényszerítette, hogy végleg visszavonuljon. 1957 közepén halt meg.

## Lemezválogatás
- 1936: That Girl From Paris
- 1941: Birth of the Blues
- 1942: The Fleet's In
- 1943: I Dood It
- 1944: Four Jills in a Jeep
- 1944: Lost in a Harem
- 1944: Hollywood Canteen
- 1947: The Fabulous Dorseys
- 1948: Music Man
- 1949: Make Believe Ballroom

## Filmek
Filmek, amelyekben szerepelt:
- Jimmy Dorsey and His Orchestra (1938 – rövidfilm)
- The Fleet's In (1942)
- I Dood It (1943)
- Four Jills in a Jeep (1944)
- Lost in a Harem (1944)
- Hollywood Canteen (1944)
- The Fabulous Dorseys (1947)